# بنجامین اف. جوناس
بنجامین اف. جوناس (به انگلیسی: Benjamin F. Jonas) سناتور سابق عضو حزب دموکرات ایالات متحده آمریکا بود. وی در سال ۱۸۷۹ تا ۱۸۸۵ میلادی سناتور ایالت لوئیزیانا در سنای ایالات متحده آمریکا بود.